# Vụ tấn công Vương thất Hà Lan tại Apeldoorn
Vụ tấn công Vương thất Hà Lan năm 2009 diễn ra tại Apeldoorn, nơi một người đàn ông lái xe suýt đâm vào xe chở Nữ vương Beatrix và các thành viên khác trong vương thất, sau đó lao vào đám đông dân chúng đang chào mừng bà, giết chết 7 người rồi phi thẳng tới một tượng đài bằng đá. Vụ tấn công xảy ra thứ năm, 30 tháng 4, ngày lễ quốc khánh của Hà Lan, Koninginnedag (hay Ngày Nữ vương). Cảnh sát cho rằng đây là vụ tấn công có chủ mưu. Ngoài số người thiệt mạng còn 10 người bị thương. Đây là vụ tấn công Vương thất Hà Lan đầu tiên ở thời hiện đại. Chiếc xe của kẻ tấn công bẹp dúm, y bị thương và đã bị bắt; nhưng đã chết 1 ngày sau đó vì bị chấn thương nặng ở đầu và nâng tổng số thiệt mạng lên 8 người.

## Vị trí

Vị trí vụ việc

Vụ tấn công xảy ra tại thành phố Apeldoorn, cách Amsterdam chừng 72 km, ngày 30/4, 2009. Chiếc xe đã lao qua hai hàng rào cảnh sát, chỉ còn cách chiếc xe buýt mui trần đang chở Nữ hvương Beatrix và gia đình bà chừng vài mét rồi sau đó đâm vào một tượng đài đá. Không có ai trong Vương thất bị thương. Những người thiệt mạng đều là người dân đứng xem xe diễu hành của Nữ vương. Vụ việc này diễn ra trước sự chứng kiến của Nữ vương Beatrix, Vương tử Willem-Alexander và vợ ông cùng với các thành viên Vương thất khác.

## Kẻ tấn công
Chiếc xe do Karst R. Tates (6 tháng 3 năm 1971 –Deventer, 1 tháng 5 năm 2009) lái, một nam giới gốc Hà Lan 38 tuổi, không có tiền sử tâm thần hoặc tiền án nào. Tuy nhiên, danh tính của kẻ tấn công không được tiết lộ. Tates đã bị sa thải và bị đuổi khỏi nhà đang thuê. Người lái xe rõ ràng hành động một mình và không liên quan tới bất kỳ nhóm khủng bố hay tôn giáo nào. Cảnh sát không tìm thấy thuốc nổ trong xe con cũng như căn hộ của anh ta. Động cơ của vụ tấn công này vẫn chưa rõ ràng và kẻ tấn công có bản đồ về lộ trình diễu hành của Nữ vương.

### Buộc tội

Vị trí vụ việc trên bản đồ thành phố Apeldoorn

Nhà chức trách đã buộc tội anh ta tìm cách tấn công và ám sát Vương thất. Theo các công tố viên, kẻ tấn công đã bị thương nặng và thừa nhận ý định tấn công Nữ vương Beatrix và gia đình bà.

### Động cơ
Lý do khiến Tates cố tình ám sát là vì hắn quá tuyệt vọng sau khi mất việc và chuẩn bị mất luôn cả nơi ở.

## Hậu quả
Các lễ kỷ niệm Ngày Nữ Vương đã bị hủy bỏ. Đây là một ngày lễ mà thu hút hàng triệu người xuống đường nhảy múa, đi cắm trại cũng như tổ chức các bữa tiệc ngoài trời. Nữ hoàng bày tỏ sự chia buồn tới các nạn nhân trong một bài phát biểu trực tiếp trên truyền hình.